# Обсерватория Гриффита
Обсерватория Гриффита расположена в Лос-Анджелесе, Калифорния, США. Обсерватория расположена на южном склоне горы Голливуд в Лос-Анджелесском Парке Гриффита. Из обсерватории хорошо виден центр Лос-Анджелеса на юго-востоке, Голливуд на юге, и Тихий океан на юго-западе. Обсерватория является популярным туристическим аттракционом.

## История
Земля, на которой находится обсерватория, была безвозмездно передана городу Лос-Анджелес Дженкинсом Гриффитом (англ. Griffith Jenkins Griffith) в 1896 году. Гриффит пожертвовал деньги на строительство обсерватории, выставочного зала и планетария. Стройка началась 20 июня 1933 года, дизайнером проекта стал архитектор Джон Остин (англ. John C. Austin). Обсерватория и примыкающие к ней выставочные залы были открыты для публики 14 мая 1935 года. В течение первых пяти дней работы обсерваторию посетило более 13 000 человек. Первым директором музея был Динсмор Альтер (англ. Dinsmore Alter). В настоящее время директором обсерватории является доктор Эд Крупп (англ. Ed Krupp).
С 2013 года обсерватория стала неофициальным мемориалом телеведущего Хьюэлла Хаузера.[значимость факта?]

## Выставки
Первые посетители выставки в 1935 году увидели маятник Фуко, который был сконструирован для показа вращения Земли. Среди экспонатов также были 305 мм телескоп рефрактор фирмы «Карл Цейсс», трёхпучковый гелиостат (солнечный телескоп) в западном куполе, и 11-метровая рельефная модель северного полюса Луны.
Также был включён оригинальный дизайн планетария под большим центральным куполом. Первые показы были посвящены таким темам как Луна, планеты Солнечной системы и затмения.
В течение Второй мировой войны планетарий использовался для тренировок пилотов в небесной навигации. Планетарий начал снова использоваться по своему предназначению в 1960 годах для тренировки астронавтов по программе «Аполлон» (для первых миссий на Луну).
Театр планетария был обновлён в 1964 году путём установки проектора Mark IV Zeiss.

### Реконструкция и расширение

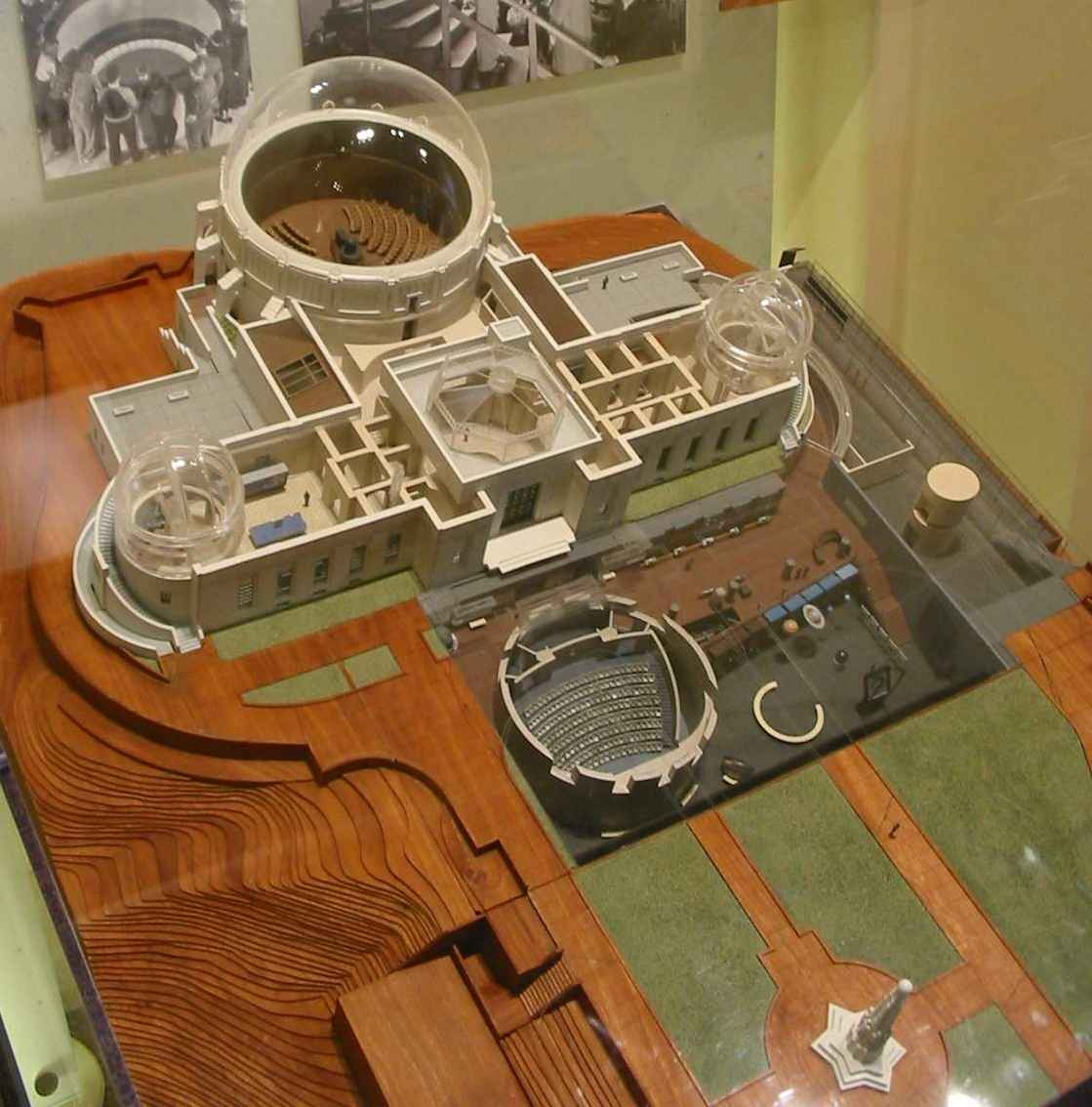
Модель, показывающая новые подземные выставки

Обсерваторию закрыли в 2002 году на реконструкцию и значительного увеличения выставочного пространства. Она была вновь открыта для публичного посещения 3 ноября 2006 года, с сохранённым экстерьером в стиле ар-деко. 93 млн долларов США затраченных на реконструкцию, были получены преимущественно выпуском общественных облигаций. Было отреставрировано здание, восстановлен купол планетария. Здание было расширено вниз, появились полностью новые выставки, кафе, магазины с подарками, и новый Leonard Nimoy Event Horizon Театр.
На поверхности одной из стен здания воспроизведена так называемая «Большая Картина» — реальное астрономическое изображение высокой чёткости показывающее скопление галактик в созвездии Дева (50 м длиной и 6 м высотой, самое большое из подобных изображений). Посетители могут рассматривать его вблизи или через телескопы находящиеся на отдалении в 18 метров.
Звёздный проектор Zeiss Mark IV, 1964 года выпуска, был заменен на Zeiss Mark IX Universarium. Теперь старый проектор планетария является частью подземной выставки «Путь, по которому человечество смотрело на небо».

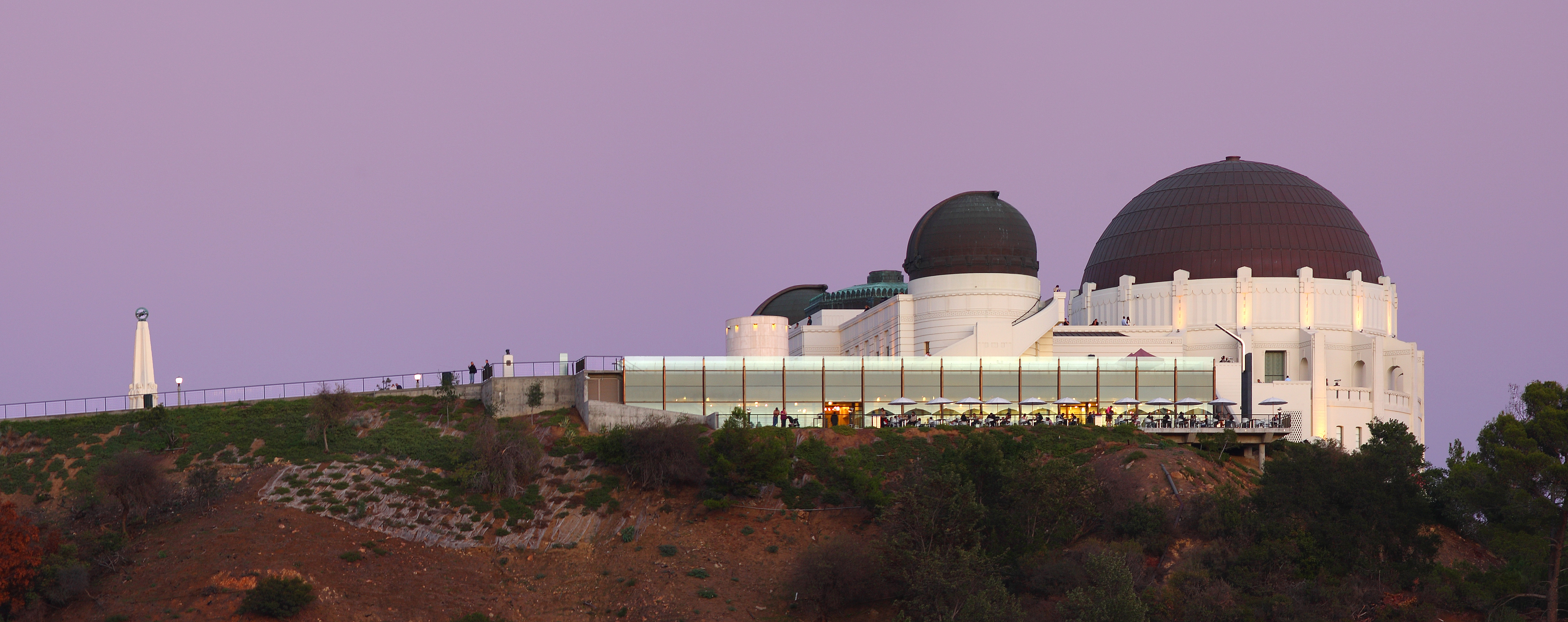
Вид сбоку на обсерваторию после реконструкции в 2007 году

С того времени как обсерватория открылась, то есть с 1935 года, посещение было бесплатным, в соответствии с желанием Гриффита. Билеты на шоу «В центре Вселенной» в 290-местный Samuel Oschin Театр Планетарий продаются раздельно в кассе в самой обсерватории. Билеты продаются в порядке живой очереди.
Детям младше 5 лет билет предоставляется бесплатно, но только на первое шоу планетария в день. Только члены группы поддерживающей обсерваторию, Друзья Обсерватории, могут зарезервировать билеты на показ в планетарии.
«Гвоздём» программы является презентация «В центре Вселенной» — видео высокой чёткости, спроектированное инновационной лазерной системой, разработанной корпорацией Evans and Sutherland. В течение шоу на короткое время появляется ночное небо, спроектированное Zeiss Universarium. Команда аниматоров работала более 2 лет, чтобы сделать 30 минутную программу. Актёры, поддерживающие свечение небесной полусферы, показывают представление под командованием Криса Шелтона (Chris Shelton).
10 мая 2007 года обсерватория была закрыта из-за пожаров на близлежащих холмах.
25 мая 2008 года обсерватория предложила посетителям прямую трансляцию посадки миссии Phoenix на Марсе.

## В культуре
Обсерватория стала одним из символов Лос-Анджелеса ещё в середине XX века. Её можно увидеть в десятках фильмов, сериалов, телешоу.
Фильмы
- 1935 — The Phantom Empire[англ.][11]
- 1955 — Бунтарь без причины[12]
- 1984 — Терминатор
- 2016 — Ла-Ла Ленд

Телевидение
- Церемония MTV VMA 2010 (Linkin Park выступили с синглом The Catalyst)
- Angel (эпизод «Are You Now or Have You Ever Been»)[13].
- Вечер с Адель

Остальное
Модель из конструктора Lego этого здания является постоянным экспонатом в Legoland California, в секторе Южной Калифорнии
Игры
- В Grand Theft Auto V существует аналог обсерватории под названием «Обсерватория Галилео».[15]
- В Mafia 2 существует аналог обсерватории под названием «Обсерватория Завески». Локация является основным местом действия финальной миссии игры.[16]

## Галерея

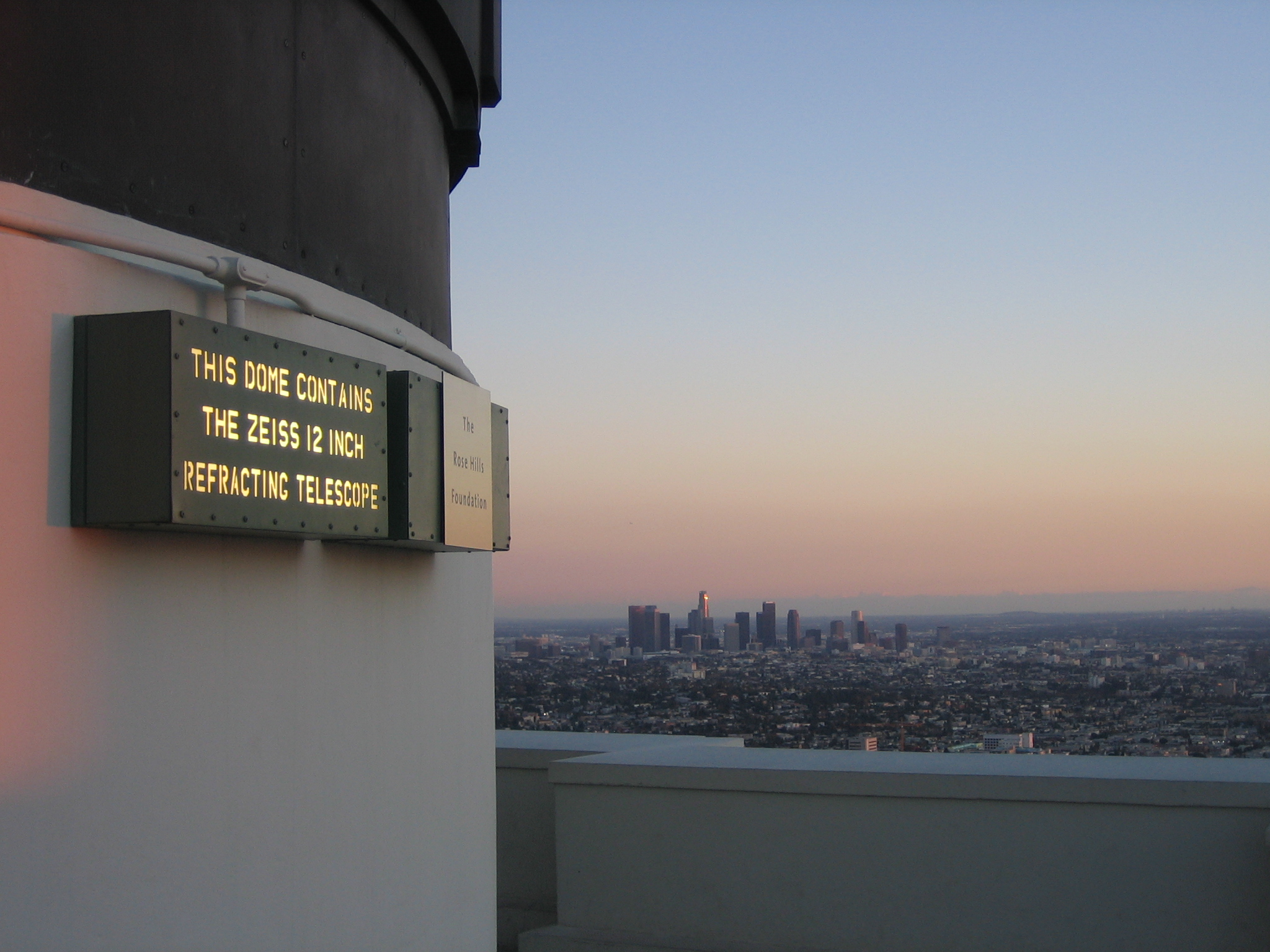
Вид на Лос-Анджелес с телескопа.
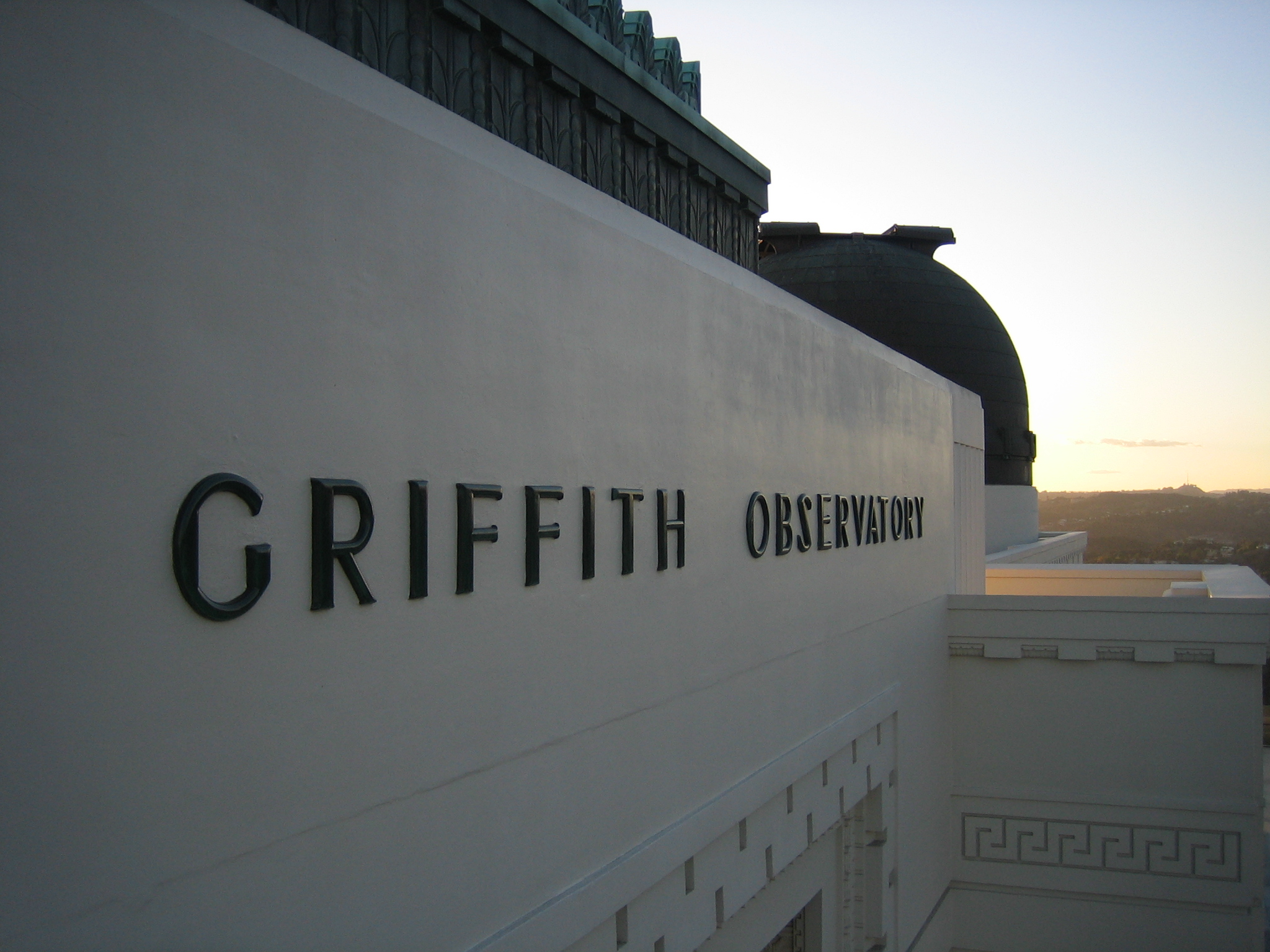
Название обсерватории крупным планом.
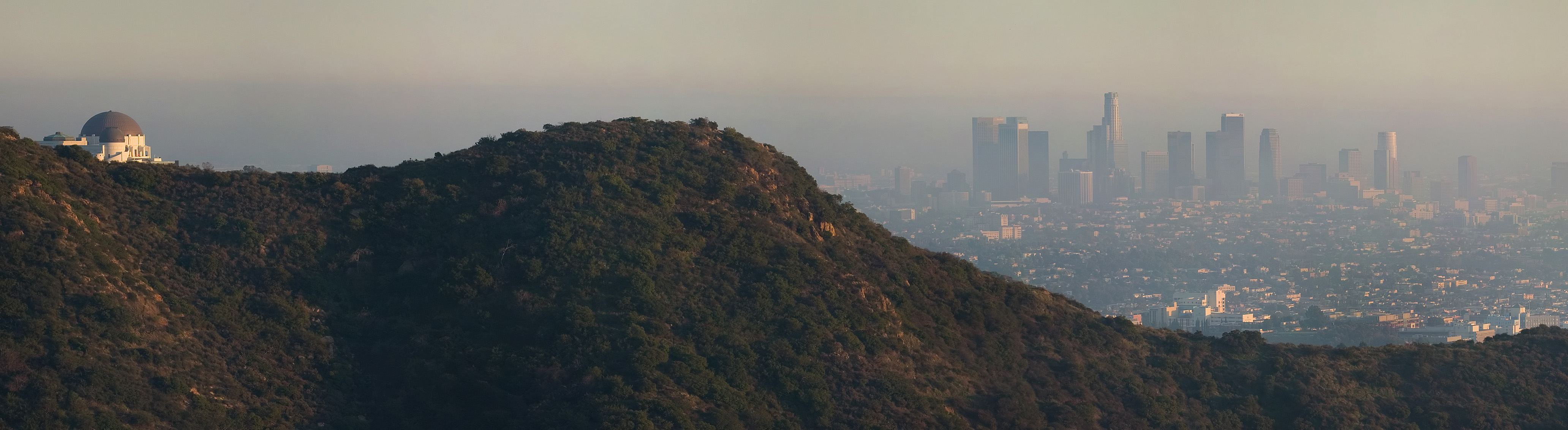
Панорама Лос-Анджелеса и обсерватории Гриффита, снято с Голливудских холмов.
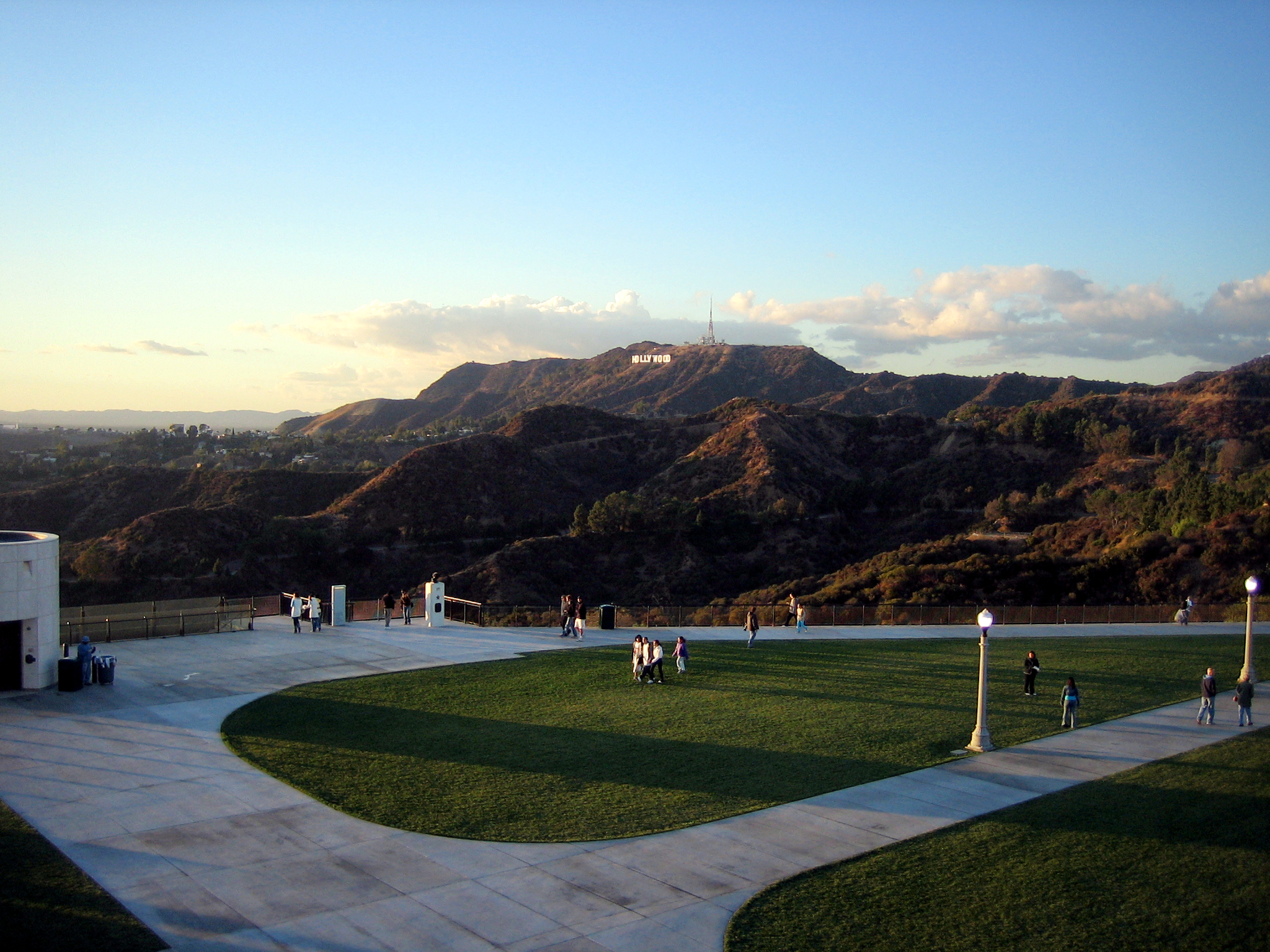
Вид на гигантскую надпись Голливуд в солнечный день.
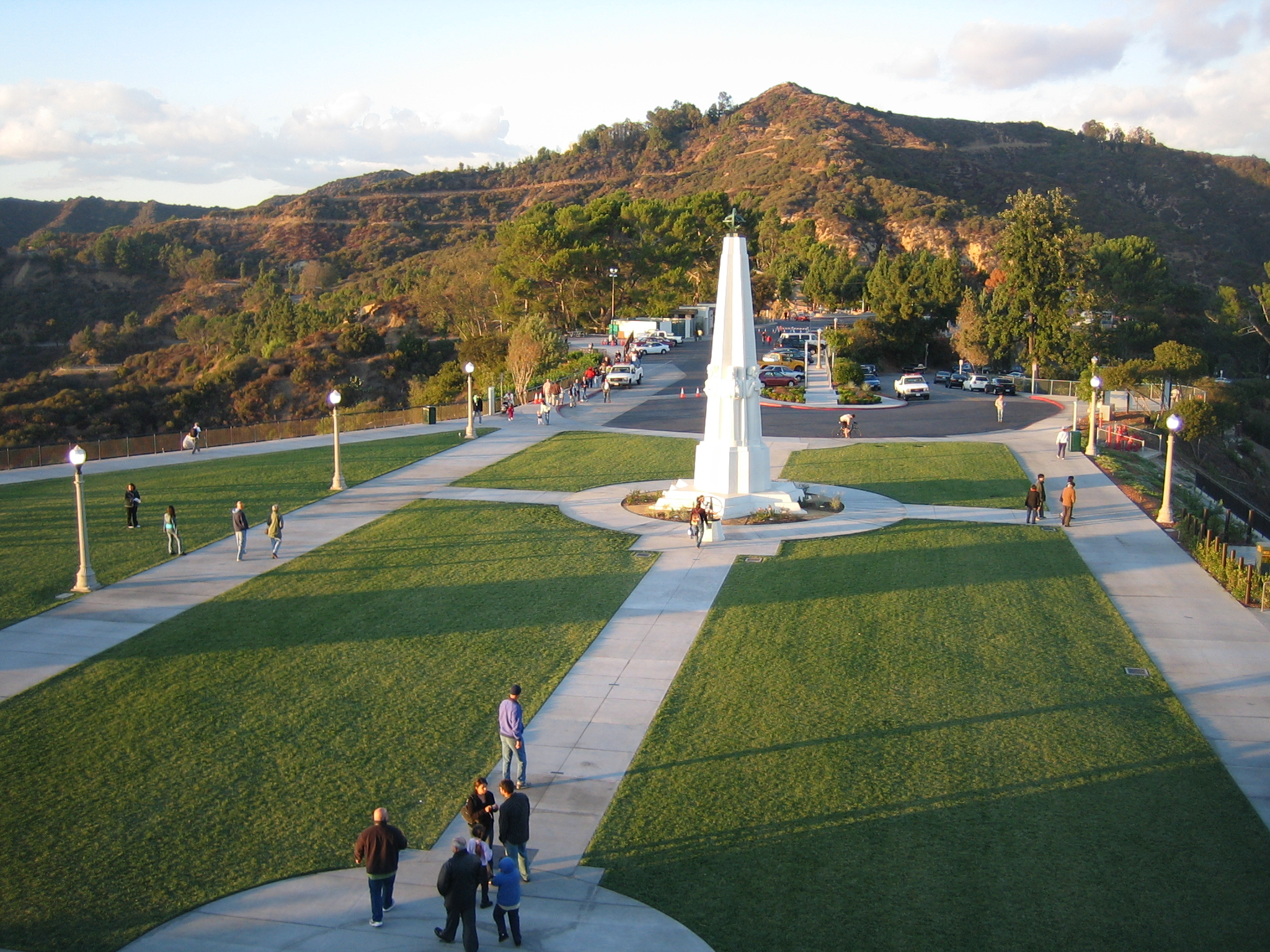
Нижний вход и тропинки Парка Гриффита, смотря на север с крыши обсерватории.
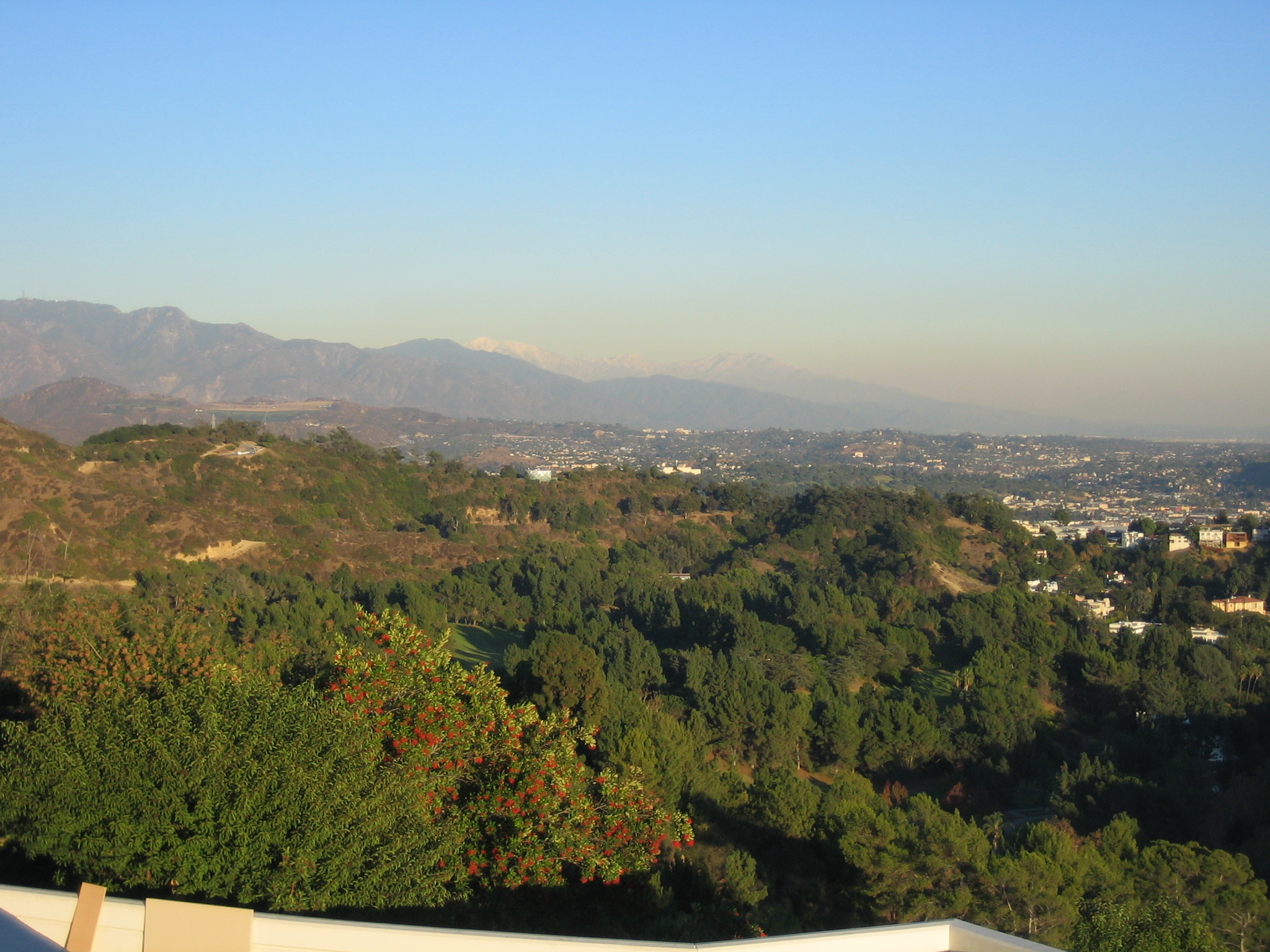
Вид на восток с юга Парка Гриффита
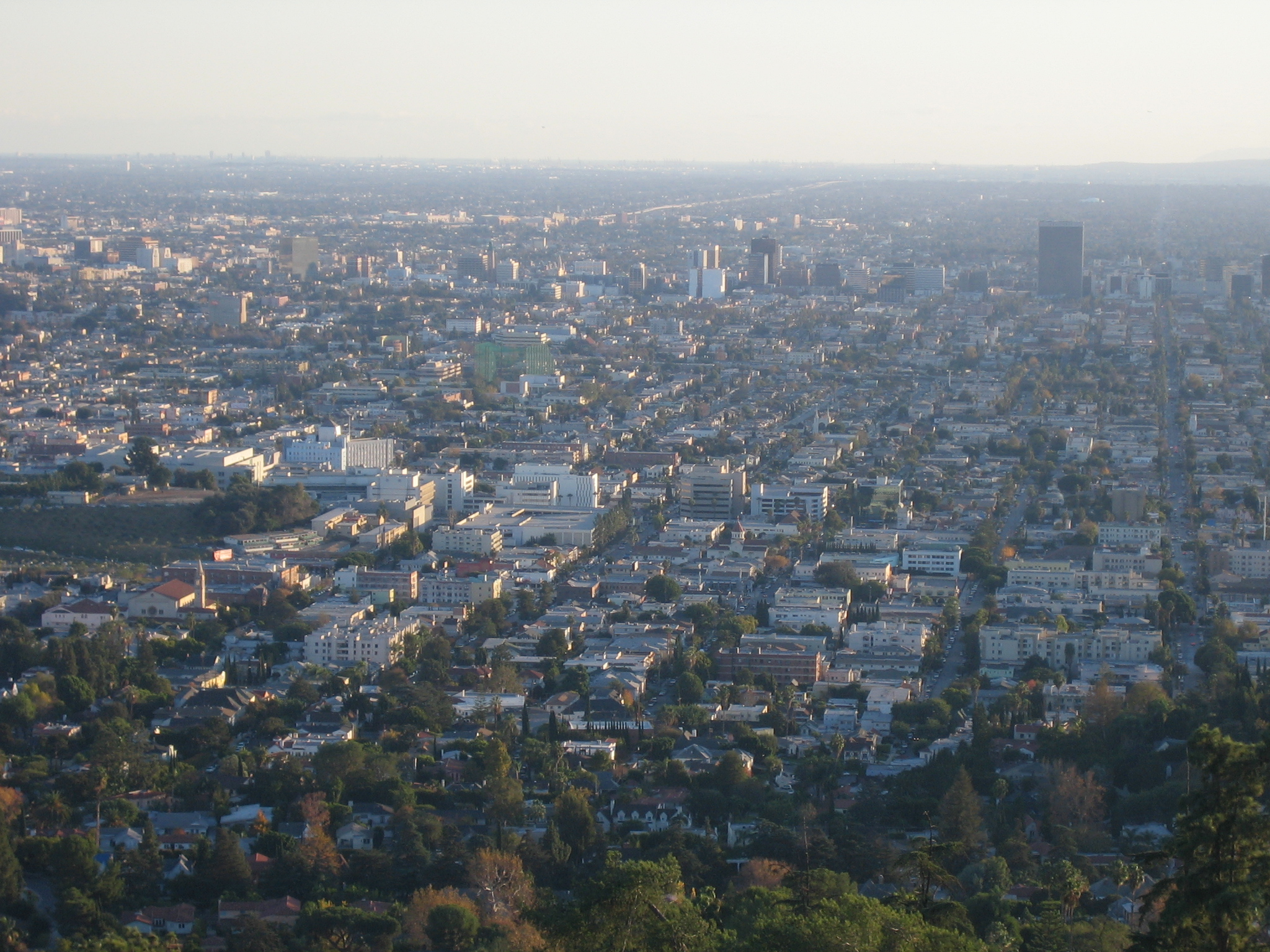
Вид на Лос-Анджелес с юга обсерватории и с Маленькой Арменией в центре фото.